# Nascita di Adone

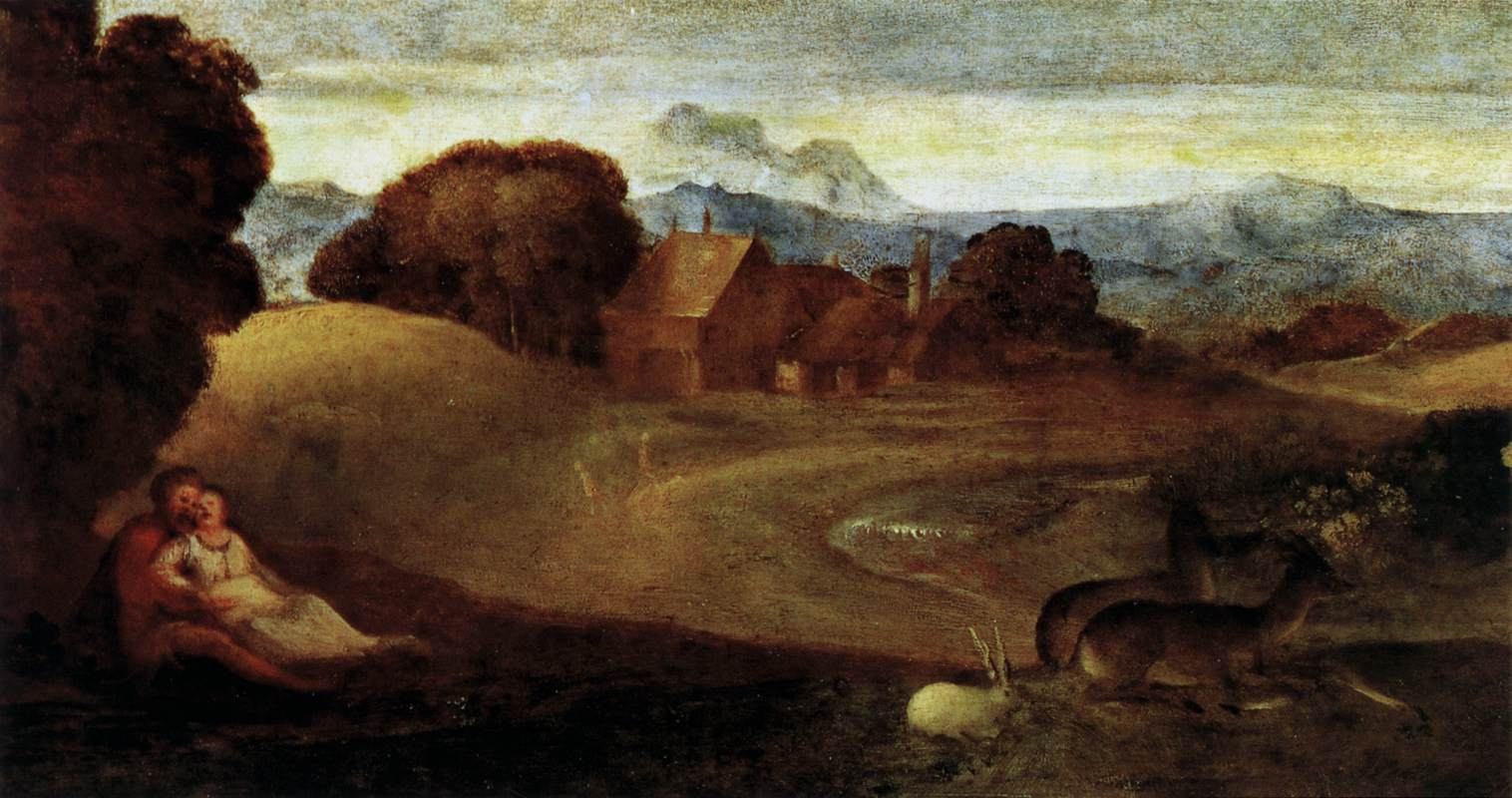
Dettaglio

La Nascita di Adone è un dipinto a olio su tavola (35x162 cm) attribuito a Tiziano, databile al 1506-1508 circa e conservato nei Musei civici di Padova. Fa coppia con la Selva di Polidoro nello stesso museo.

## Storia
L'opera proviene dalla decorazione di un cassone, che pervenne nel museo col legato di Emo Capodilista del 1864. Già riferita a Giorgione, venne assegnata al giovane Tiziano dal Morassi, ma non mancano altri nomi proposti, tra cui quello del Romanino.

## Descrizione e stile
In un ampio paesaggio si svolge la scena mitologico/letteraria, derivata dalle Metamorfosi di Ovidio: al centro un gruppo di persone sta liberando Adone bambino dai rami dell'albero in cui sua madre era stata trasformata. A sinistra il motivo degli amanti si riferisce al suo concepimento, mentre a destra si vede Venere che si innamorerà di lui nel futuro del fanciullo. 
L'attribuzione a Tiziano si basa sull'intensità cromatica e la concitata espressività delle figurette.